# Ortodoxní synagoga (Košice)
Nová ortodoxní synagoga v Košicích (někdy nazývaná též Synagoga na Puškinově ulici) byla postavena v letech 1926-1927 na dnešní Puškinově ulici nedaleko historického centra města. Nahradila starší synagogu na Zvonárské ulici, postavenou v roce 1899 podle projektu Jánose Balogha.

## Budova
Synagogu navrhl budapešťský architekt Ludwig Oelschläger. Průčelí je v neoklasicistním stylu s použitím místních tradičních motivů. Příkladem je podkrovní patro ve stylu, který se často vyskytuje u renesančních staveb na východním Slovensku. Interiér je postaven převážně v moderní architektuře s klenutým centrálním sálem a ženskou galerií s kovovou mechicou (předěl mezi mužskou a ženskou částí synagogy). Centrální bima je obrácena k aron ha-kodeš z červeného mramoru. Vedle synagogy byla postavena škola a plánovala se mikve (rituální lázeň), která však nakonec nebyla postavena.

## Pamětní deska holocaustu
Během druhé světové války byli košičtí Židé deportováni do nacistických vyhlazovacích táborů. V roce 1992 byla na průčelí synagogy instalována bronzová pamětní deska holocaustu. Informuje, že v roce 1944 bylo do koncentračních táborů odvlečeno více než 12 000 košických Židů. Pamětní deska neuvádí, že zde bylo soustředěno také více než 2000 Židů z okolí Košic, kteří byli rovněž deportováni do koncentračních táborů. Ze všech deportovaných Židů jich přežilo pouze 400.

## Galerie

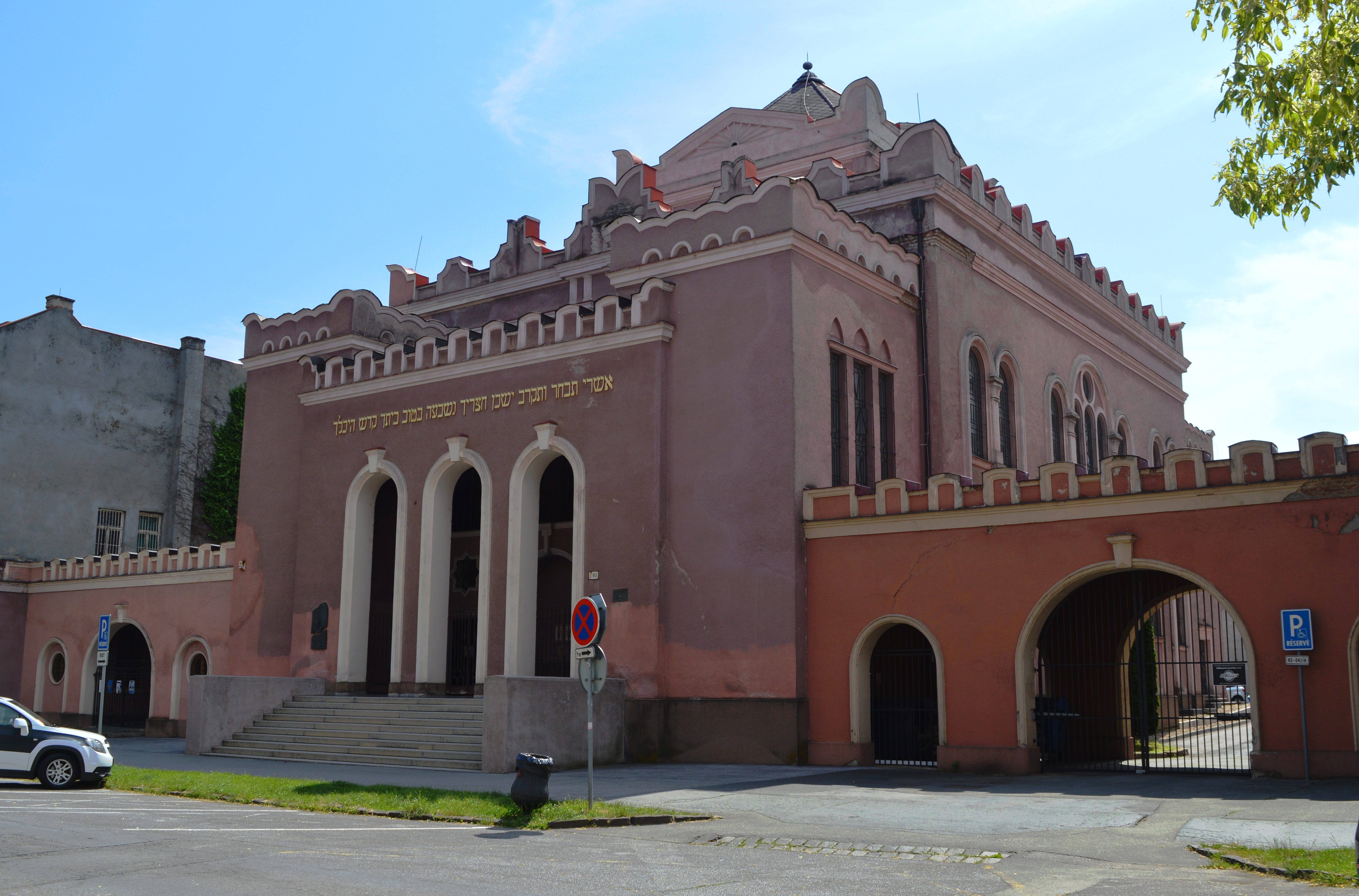
Nová ortodoxní synagoga
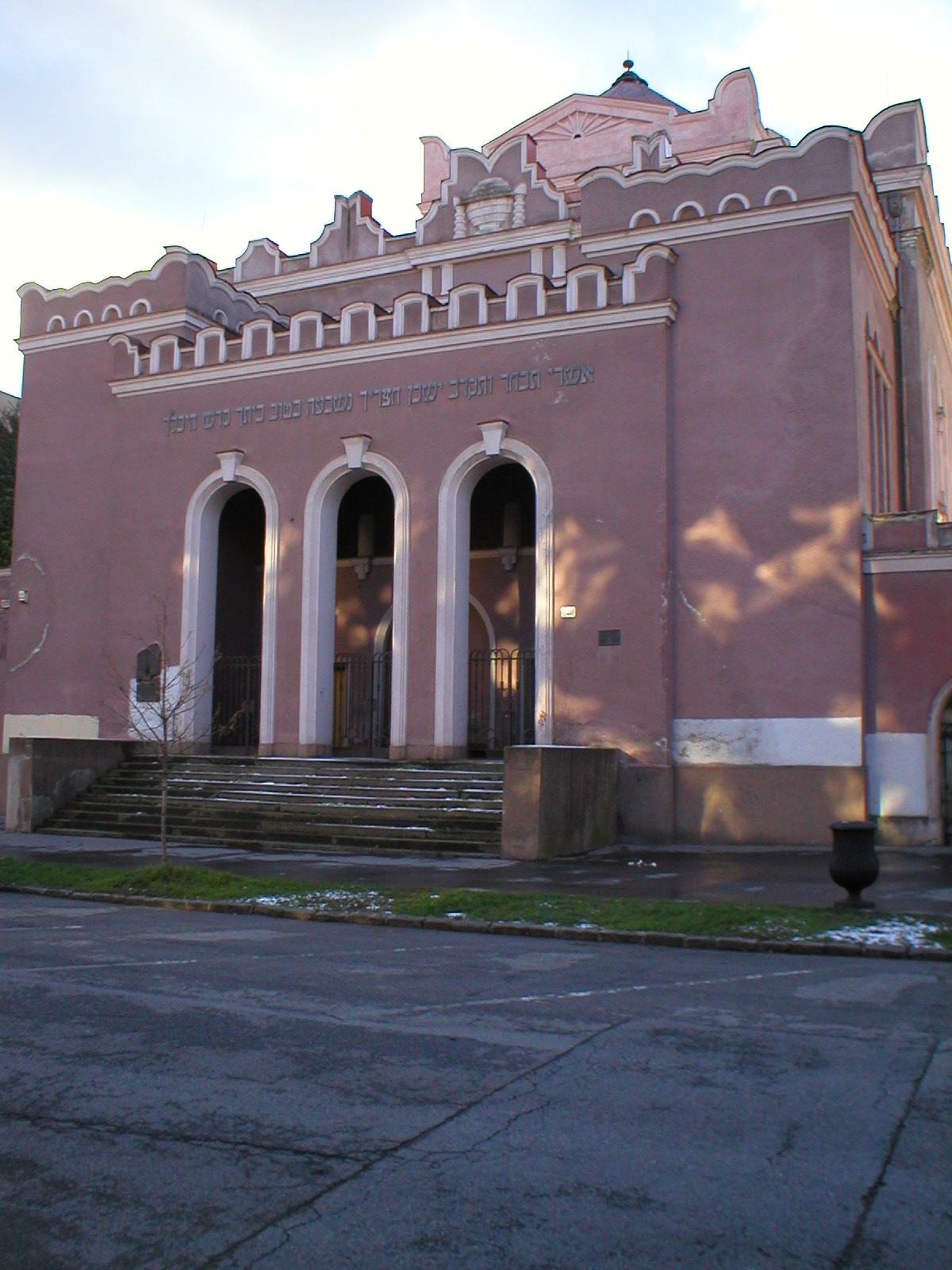
Detail vstupu
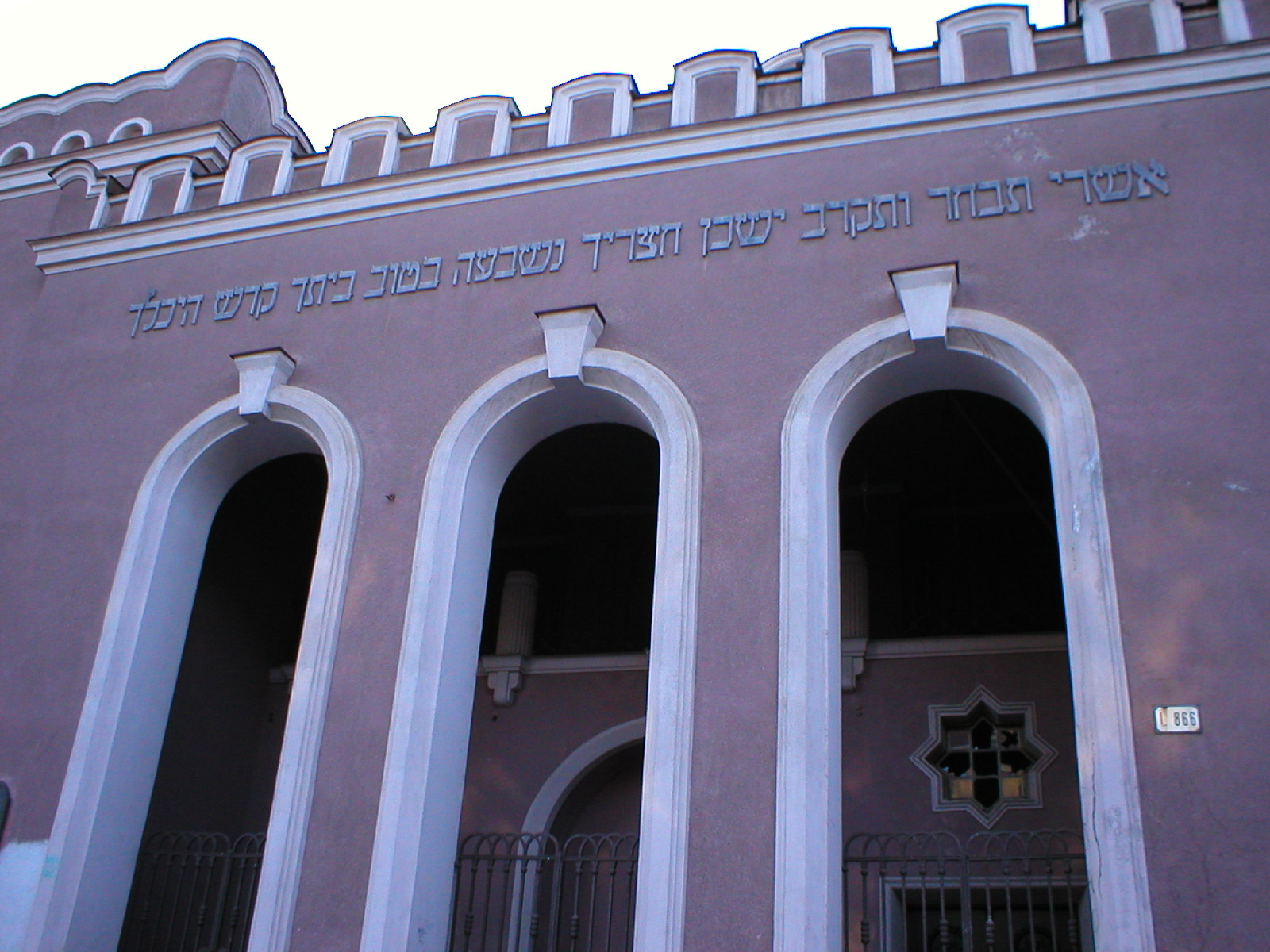
Detail synagogy
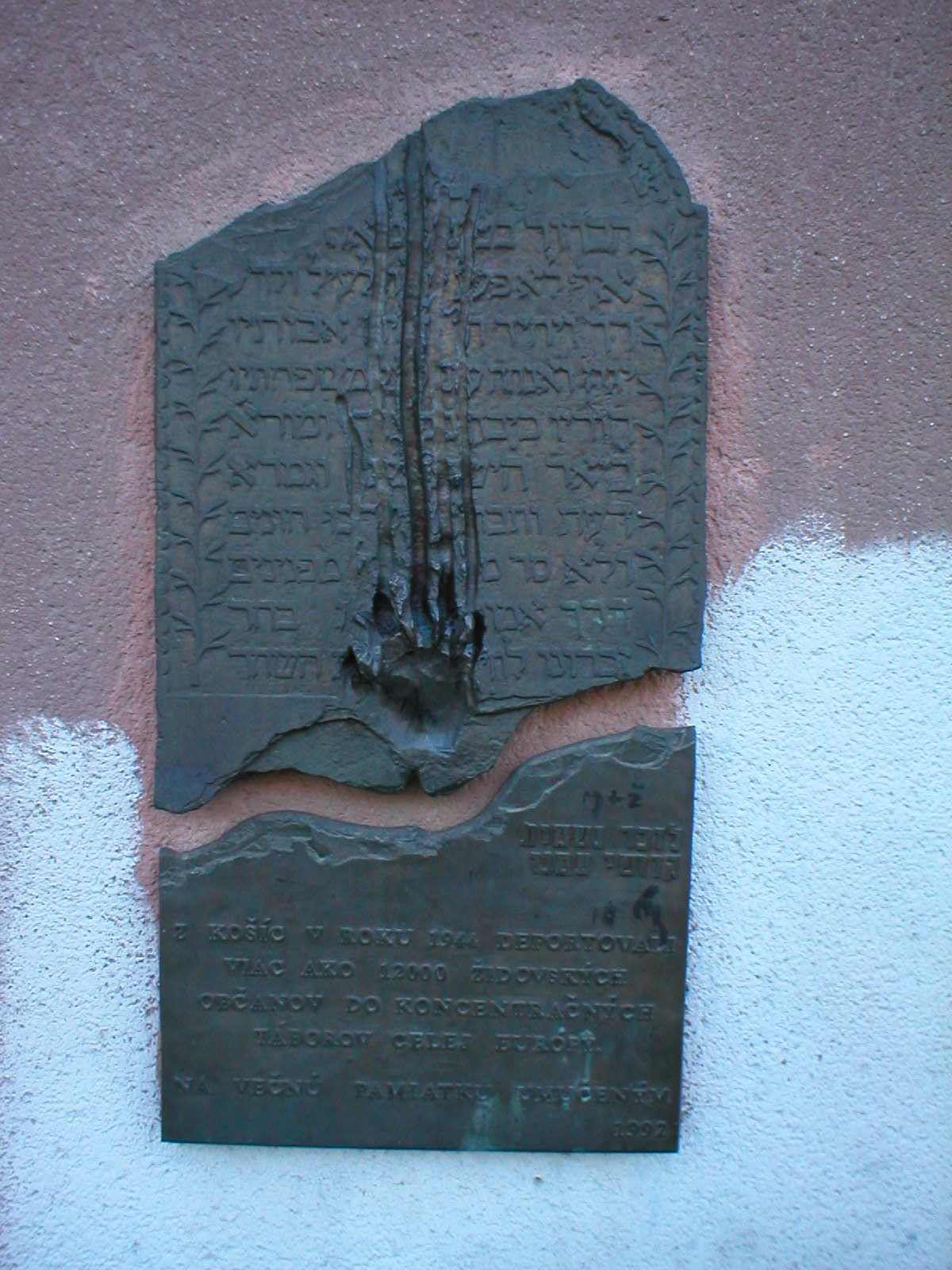
Pamětní deska holocaustu
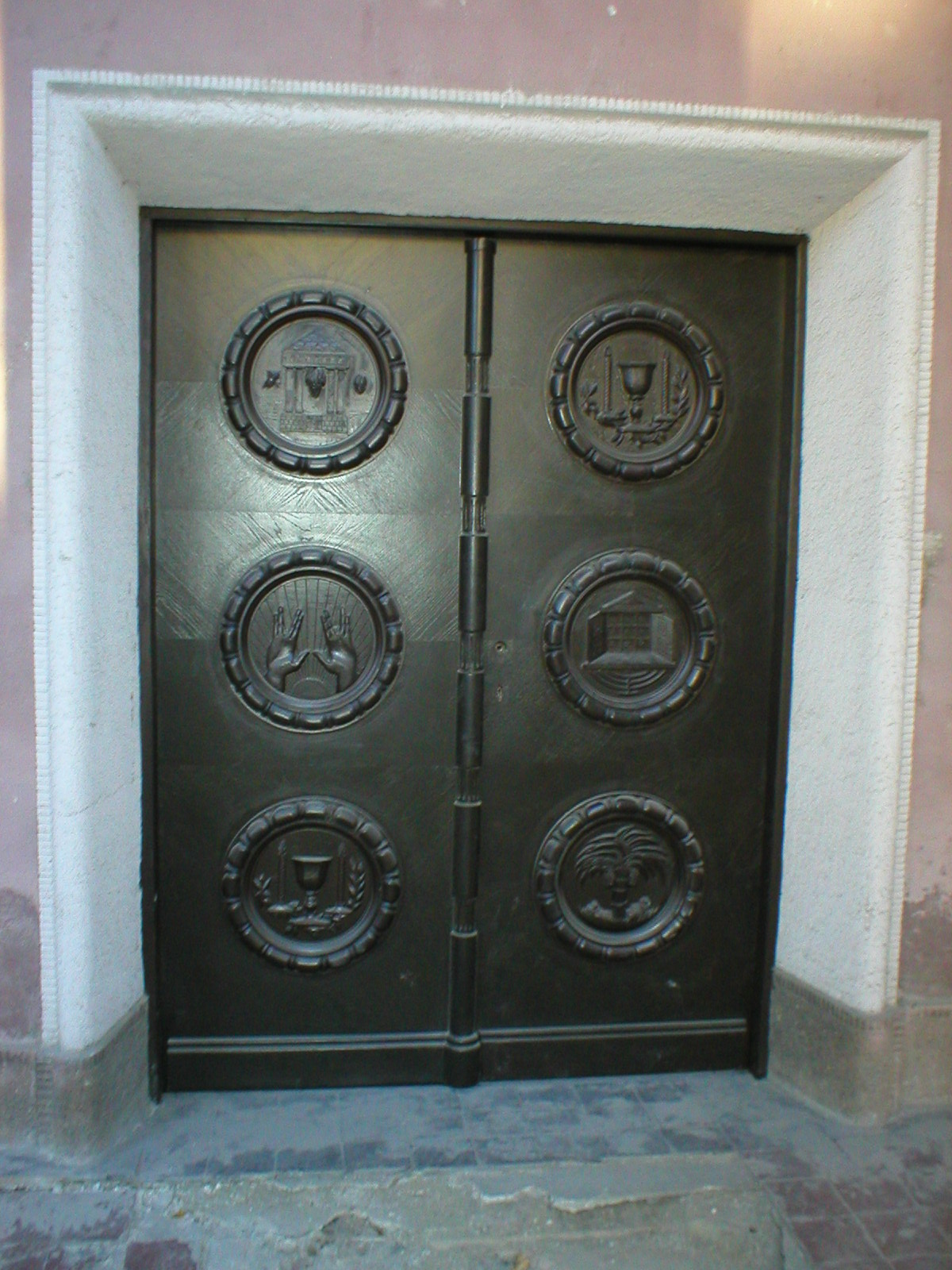
Detail brány synagogy